# Социјални детерминизам
Социјални детерминизам је гледиште у психологији према којем социјални чиниоци, вредности и културни обрасци одлучујуће детерминишу понашање људи у одређеној друштвеној заједници, често мимо и против његове воље.